# Camp de refugiats de Sa Kaeo
El Camp de refugiats Sa Kaeo (també conegut com a Sa Kaeo I o Ban Kaeng) va ser el primer espai organitzat per acollir als refugiats que arribaven a la frontera entre Tailàndia i Cambodja. L'enclavament va ser construït per part del govern tailandès, amb l'ajuda de diverses entitats internacionals, entre les que es trobaven les Nacions Unides.
Aquest camp es va obrir l'octubre de 1979 i va tancar a principis de juliol de 1980. En el seu punt àlgid d'ocupació hi havia mes de 30.000 refugiats, tot i que mai es va fer un cens formal.

## Història

### Antecedents
Quan el Vietnam va envair la Kamputxea Democràtica dels khmers rojos, el desembre de 1978, milers de cambodjans van començar a fugir cap a la frontera tailandesa, buscant seguretat i menjar. Cap al maig de 1979, grans quantitats de persones havien construït campaments improvisats en llocs com Kampot, Mairut, Lumpuk, Khao Larn o Ban Thai Samart, prop d'Aranyaprathet. Finalment, el 10 d'octubre, uns 60.000 soldats khmers rojos, acompanyats de civils, van travessar la frontera, arribant a Khlong Wa, primer, i a Khlong Gai Thuen, després. Aquests refugiats es trobaven en estats avançats de cansament i malnutrició, fent evident la necessitat d'organitzar emplaçaments adients per la seva recuperació.

### Establiment del Camp de refugiats de Sa Kaeo
El 22 d'octubre de 1979, el coronel Sanan Kajornklam, del Comandament Suprem Tailandès, va trucar a Martin Barber,de l'ACNUR, per informar que l'exèrcit tailandès pretenia traslladar als refugiats cambodjans des de les àrees situades al sud d'Aranyaprathet cap a un indret proper a la ciutat tailandesa de Sa Kaeo, a uns 65 km a l'interior del país. L'ACNUR estava convidada a establir-hi un centre d'atenció que havia d'hostatjar uns 90.000 refugiats. L'agència de les Nacions Unides hi va enviar una de les seves noves incorporacions, el periodista britànic Mark Malloch Brown, juntament amb l'assistent tailandès Kadisis Rochanakorn, amb l'objectiu de supervisar l'emplaçament, una àrea de 160.000 metres quadrats inhabitada, utilitzada per al conreu d'arròs. El govern tailandès va demanar a l'ACNUR que realitzés preparacions d'emergència immediatament per als cambodjans- Brown va contractar un bulldozer, que va començar a crear carreteres al fang. També es va contractar unaretroexcavadora per cavar les letrines. L'Aliança Cristiana i Missionera va fer donació de tancs d'aigua, a més de donar 100.000 peces de bambú per construir un hospital, cosa que van fer 200 tailandesos contractats per Brown per $2 dòlars al dia. També es va edificar un magatzem. Catholic Relief Services va donar corda de plàstic, estores de palla i biberons. Amb només un dia d'antelació, l'ACNUR i altres agències de voluntaris van haver de construir les infraestructures bàsiques d'un camp per acollir milers de cambodjans greument desnodrits. En aquest primer grup de refugiats també hi van arribar centenars de nens orfes o perduts, sense cap acompanyant adult.
El 24 d'octubre 8.000 refugiats van arribar en autobús des dels assentaments de la frontera. Segons explica el doctor Hans Nothdurft: "Inicialment, el camp només era un emplaçament dense tanca, plena de matolls i sense cases, sense aigua i sense sistema de sanejament; aproximadament 2,7 metres quadrats d'espai per persona- Una part de l'àrea va ser designada com a hospital: un sector havia estat aplanat amb un bulldozer, indret on s'havien dipositat uns 300 llits de bambú per als pacients.
Quan els refugiats van arribar només hi havia tres doctors i vuit treballadors sanitaris. L'estat de salut dels primers refugiats que van arribar a Sa Kaeo era dramàtic: durant molts mesos molts d'ells havien estat patint fam a es muntanyes, envoltats pels vietnamites a l'est i la frontera tailandesa a l'oest. Al voltant de 2.000 persones molt malaltes o moribundes van arribar al sector designat com a hospital en els primers dies. El personal mèdic estava assistit per voluntaris provinents de Bangkok, organitzats per la muller de l'ambaixador estatunidenc a Tailàndia. Quan els refugiats van arribar, les infermeres van enviar tots aquells que semblaven malalts o famèlics a un sector hospitalari que el doctor Levi Roque havia construït lligant un cable entre un bulldozer i un pal de fusta, afegint una lona per qüestions de privadesa i sanitàries. No hi havia llits; els refugiats s'havien d'estirar en estores de palla.
Els soldats khmer rojos estaven barrejats amb dones i nenes. Un periodista va dir: "no semblen humans, sinó animals salvatges. Dormen enganxats costat a costat, com bèsties en una caixa.” Els metges van escriure instruccions per al tractament dels pacients amb bolígrafs de diferents colors per als diferents tractaments. Els voluntaris de l'ambaixada nord-americana van ser pressionats per desenvolupar tasques que, normalment, només podien realitzar el personal mèdic instruït, com ara posar injeccions. Els periodistes van ser persuadits perquè traslladessin galledes amb fluids electròlits de pacient a pacient, fent-los beure copes amb aquest líquid. Al mig del caos, el monsó va impactar amb fúria renovada, matant molts refugiats de fred allí mateix, incapaços d'arribar a l'hospital. Oficialment, en els primers 14 dies d'operació del camp, entre 14 i 42 persones van morir diàriament, segons el doctor Keith Dahlberg.
En 8 dies la població del camp a pujar fins a les 30.000 persones. A partir del 8 de novembre, els índexs de mortalitat van baixar fins als 3-4 morts diaris, dels quals la meitat van morir fora de l'hospital.
Com que no hi havia cap font natural d'aigua potable, l'exèrcit tailandès va haver de transportar-la des d'Aranyaprathet. El drenatge del camp era tant deficient, que poc després de l'arribada dels refugiats, l'espai es va inundar; alguns d'ells, incapaços ni d'aixecar el cap, van morir ofegats mentre restaven estirats sota les tendes fetes amb làmines de plàstic.

### Serveis al camp
Cap a finals del novembre de 1979, unes 15 agències, tant tailandeses com internacionals, proveïen diferents serveis al camp de Sa Kaeo, entre les que es trobaven la Creu Roja tailandesa, el CICR, MSF-França, l'Aliança Cristiana i Missionera, World Vision i les Forces de Defensa d'Israel. Diverses iknstitucions catòliques i budistes van proveir de voluntaris addicionals, tal com van fer diverses ambaixades. Nombrosos individuals també van fer de voluntaris.
El persona mèdic de Sa Kaeo va arribar fins a 60 doctors i 170 assistents a principis de 1980, representant diversos països amb diferents llengües, valors culturals i educació mèdica, tot i que molt pocs havien treballat prèviament en països en desenvolupament o tingut contacte amb la malària i problemes de desnutrició severa, els dos principals problemes del camp. La seva sol·licitud constant d'instal·lacions de raigs X, de més suport de laboratori, així com la preferència per règims de medicaments cars, reflectia els valors culturals mèdics dels països desenvolupats.
L'aigua, inicialment, havia estat traslladada i emmagatzemada en tancs d'alumini. Els tres pous construïts durant la segona setmana del camp van acabar essent connectats mitjançant una xarxa de canonades, amb l'objectiu de distribuir l'aigua per tot el camp. També es va construir una trinxera, al voltant del camp, per fer servir de letrina. Les autoritats sanitàries tailandeses van realitzar un control dels insectes mitjançant el drenatge d'aigua estancada i polvoritzant insecticides.
Amb el temps l'hospital va ser dotat d'un banc de sang, sala de parts, sala de recepció i un centre especial de nutrició, a més de llits per 1.200 persones.

### Visita de Rosalynn Carter
En un intent per mostrar el suport dels Estats Units a la resposta del govern tailandès, la primera dama estatunidenca, Rosalynn Carter, va visitar Tailàndia juntament amb Richard Holbrooke, diversos membres del Congrés i un grup de periodistes. Entre d'altres indrets, van visitar el Camp de refugiats de Sa Kaeo el 9 de novembre de 1979. La seva visita va ser àmpliament publicitada, apareixent a la majoria de noticiaris nord-americans. En una escena que va aparèixer molt sovint a la televisió, una refugiada va morir davant de la primera dama, mentre un metge nord-americà protestava iradament: "Aquesta sona és a punt de morir", deia, mentre ordenava als periodistes que s'apartessin. "només se li ha fet una transfusió de sang, però no ho aconseguirà". Poc després la primera dama recordava: ·He agafat un bebè i l'he deixat sobre una manta al terra. Va començar a plorar i, quan em vaig girar, acabava de morir." Poc després, la primera dama va dir als reporters: "Estic superada emocionalment. És molt difícil, per mi, com a muller i mare, visitar aquest camp i veure tanta pobresa i misèria. Torno a casa tant ràpid com pugui per explicar-ho al meu marit."

### Tancament del camp
Avergonyits per la desfavorable impressió creada per Sa Kaep, el govern de tailàndia va demanar a Mark Malloch Brown que preparés un nou emplaçament amb un drenatge més adequat i més espai. A finals de novembre es va obrir el centre de Khao-I-Dang. Immediatament, el govern tailandès va començar a traslladar els refugiats de Sa Kaeo a Khao-I-Dang. Com que molts dels refugiats estaven sota control dels khmers rojos, el govern tailandès va encoratjar als qui ho volguessin de tornar als sectors del nord-oest de Cambodja encara sota territori khmer roig. Això va ser interpretat com una gran violació dels drets humans per part dels voluntaris, inclòs Preah Maha Ghosananda i el reverend Peter L. Pond, els quals van iniciar una protesta al temple budista del camp el juny de 1980, essent empresonats per part de l'exèrcit tailandès. Paral·lelament es va obrir un altre camp, el Sa Kaeo II. Cap al juliol de 1980 tots els refugiats havien estat transferits a altres camps o repatriats forçosament, uns 7.500 a les zones cambodjanes sota control, encara, dels khmers rojos-

## Impacte de Sa Kaeo
Imatges dels refugiats morts i moribunts a Sa Kaeo van ser difoses per tot el món, motiu pel qual l'ajuda internacional va arribar a Tailàndia, amb l'objectiu d'ajudar els refugiats. Aquest fet també va generar la creença que la fam era general a Cambodja. Un article de portada del The New York Times deia: “Es diu que 2.25 milions de cambodjans s'enfronten a morir de gana.” La comunitat internacional va respondre amb grans quantitats de menjar, que va ser entregada als cambodjans per part del “Land Bridge” del Camp de refugiats de Nong Chan.